# Ngọn lửa

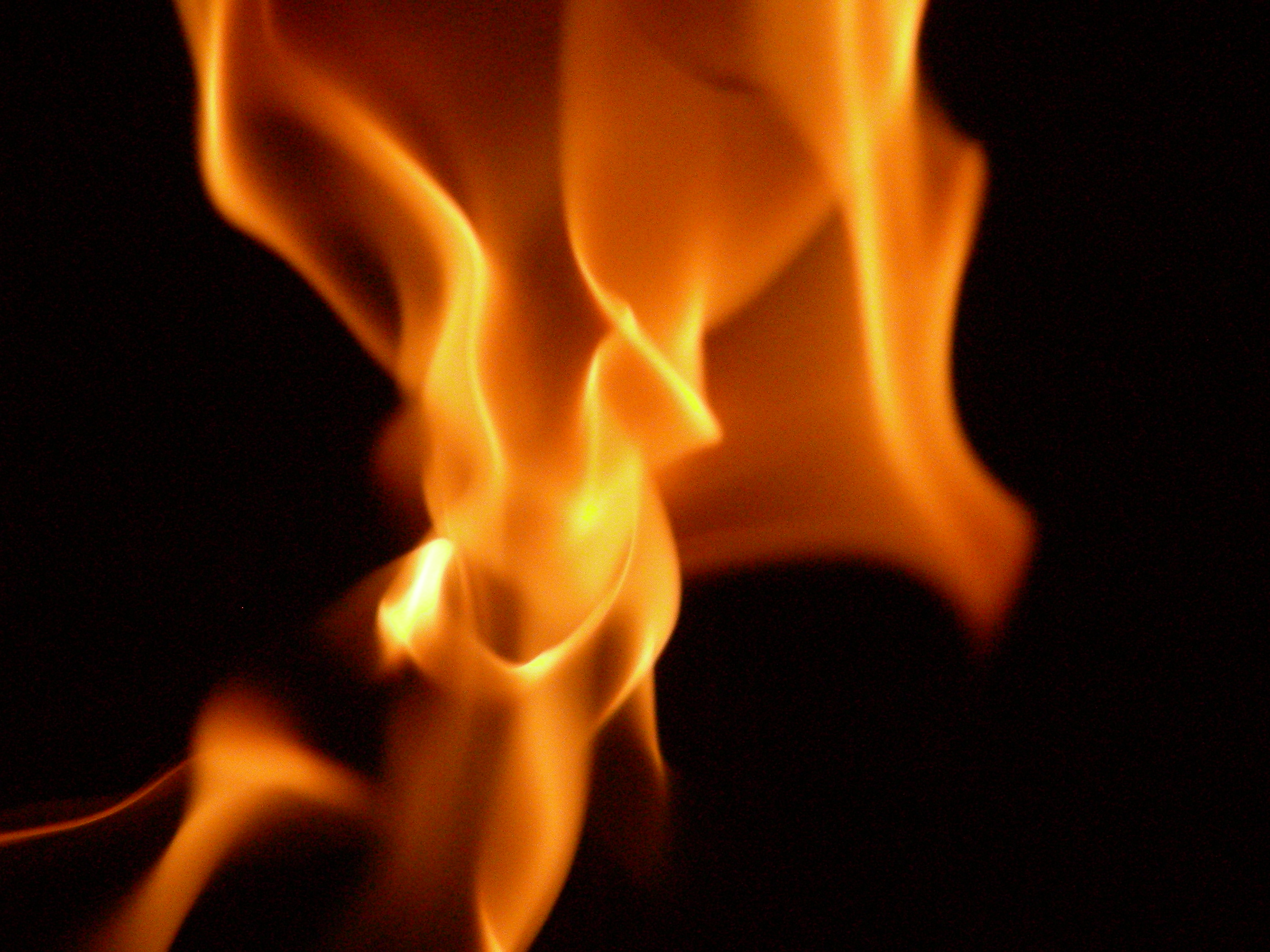
Ngọn lửa.

Ngọn lửa / bốc cháy (tiếng Anh: flame) là phần khí có thể nhìn thấy được của lửa. Nó được gây ra bởi một phản ứng tỏa nhiệt rất cao diễn ra trong một khu vực mỏng. Ngọn lửa rất nóng, đủ nóng để có các thành phần khí điện ly có mật độ đủ để được coi là plasma.

## Cơ chế

Các vùng trong ngọn lửa nến. Phần bên trong của vùng phát sáng có thể nóng hơn nhiều, vượt quá 1500 °C.

Màu sắc và nhiệt độ của ngọn lửa phụ thuộc vào loại nhiên liệu liên quan đến quá trình đốt cháy, ví dụ như khi ngọn lửa của bật lửa được châm vào ngọn nến. Nhiệt tác dụng làm cho các phân tử nhiên liệu trong sáp nến bốc hơi (nếu quá trình này xảy ra trong môi trường trơ mà không có chất oxy hóa, nó được gọi là chưng khô). Ở trạng thái này, sau đó chúng có thể dễ dàng phản ứng với oxy trong không khí, tạo ra đủ nhiệt trong phản ứng tỏa nhiệt tiếp theo để làm bay hơi nhiều nhiên liệu hơn, do đó duy trì ngọn lửa ổn định. Nhiệt độ cao của ngọn lửa làm cho các phân tử nhiên liệu bốc hơi bị phân hủy, tạo thành các sản phẩm đốt không hoàn chỉnh khác nhau và gốc tự do, và các sản phẩm này sau đó phản ứng với nhau và với chất oxy hóa liên quan đến phản ứng. Phần cao hơn là hơi nước, kết quả cuối cùng của quá trình đốt cháy; phần màu vàng ở giữa là bồ hóng; xuống ngay bên cạnh cây nến bấc là sáp chưa cháy. Không đủ năng lượng trong bốc cháy sẽ kích thích electron trong một số chất trung gian phản ứng nhất thời như gốc methylidyne (CH) và dicarbon (C2), dẫn đến sự phát xạ ánh sáng khả kiến vì các chất này giải phóng năng lượng dư thừa của chúng. Khi nhiệt độ cháy của ngọn lửa tăng (nếu ngọn lửa chứa các hạt nhỏ carbon không cháy hoặc vật liệu khác), thì năng lượng trung bình của bức xạ điện từ được tạo ra bởi ngọn lửa (xem vật đen) cũng tăng theo.
Động học hóa học xảy ra trong ngọn lửa rất phức tạp và thường liên quan đến một số lượng lớn phản ứng hóa học và các loài trung gian, hầu hết là gốc tự do. Ví dụ, sơ đồ động học hóa học nổi tiếng, GRI-Mech, sử dụng 53 loài và 325 phản ứng cơ bản để mô tả quá trình đốt khí sinh học.
Có nhiều phương pháp khác nhau để phân phối các thành phần cần thiết của quá trình đốt thành ngọn lửa. Trong diffusion flame, oxy và nhiên liệu khuếch tán vào nhau; ngọn lửa xảy ra nơi chúng gặp nhau. Trong premixed flame, oxy và nhiên liệu được trộn sẵn trước đó, dẫn đến một loại ngọn lửa khác.
Ngọn lửa nến (một loại diffusion flame) hoạt động thông qua sự bốc hơi của nhiên liệu, bốc lên trong một dòng chảy tầng của khí nóng, sau đó trộn lẫn với oxy và lửa xung quanh.